# Siliqua (Italia)
Siliqua (Silìcua in sardo) è un comune italiano di 3 479 abitanti della città metropolitana di Cagliari, situato nella valle del Cixerri.

## Origini del nome
Il suo nome proviene dal latino siliqua ("baccello" o "carruba"). In Campidano questa parola viene usata per dire "spicchio".

## Storia
Le prime tracce di frequentazione umana risalgono al periodo prenuragico e all'età nuragica; vari nuraghi ormai in rovina sorgono nei dintorni del paese.
In periodo punico vennero edificati degli insediamenti e delle fortificazioni nella zona di Medau Casteddu. In epoca romana qui passava un acquedotto che arrivava fino a Caralis, l'odierna Cagliari; è stata inoltre rinvenuta una necropoli.
Nel Medioevo questo territorio faceva parte del Giudicato di Cagliari ed era compreso nella curatoria di Decimo. Nel suo territorio sorgeva il castello di Acquafredda, fatto edificare dai marchesi Lacon-Massa, ultimi giudici di Cagliari. Alla caduta del giudicato (1258) il castello ed il borgo passarono alla famiglia pisana della Gherardesca; in esso fu messo a morte Vanni Gubetta, complice dell'arcivescovo Ruggieri degli Ubaldini, personaggio immortalato da Dante nel XXXIII canto dell'Inferno.
Il castello passò sotto il diretto controllo del comune di Pisa, e del giudice di Arborea suo alleato, nel 1295.
Nel 1324 fu inutilmente assalito dagli Aragonesi, che lo ebbero tuttavia alcuni anni dopo, in seguito alla conquista aragonese della Sardegna.
Nel 1412 il territorio venne dato in feudo dal re d'Aragona Ferdinando I il Giusto a Pietro Ogter. Successivamente Siliqua fu incorporata nel marchesato di Villacidro e Palmas. Fu riscattato nel 1839 ai Bon Crespi di Valdaura, ultimi feudatari, con la soppressione del sistema feudale, divenendo così un comune amministrato da un sindaco e da un consiglio comunale. 

### Simboli
(D.P.R. del 3 novembre 1970)
Lo stemma raffigura il colle, dichiarato monumento naturale nel 1993, su cui si erge il castello di Acquafredda, appartenuto alla famiglia del conte Ugolino della Gherardesca, conte di Donoratico, ricordato da Dante nella Divina Commedia.
Il gonfalone è un drappo di bianco.

## Monumenti e luoghi d'interesse

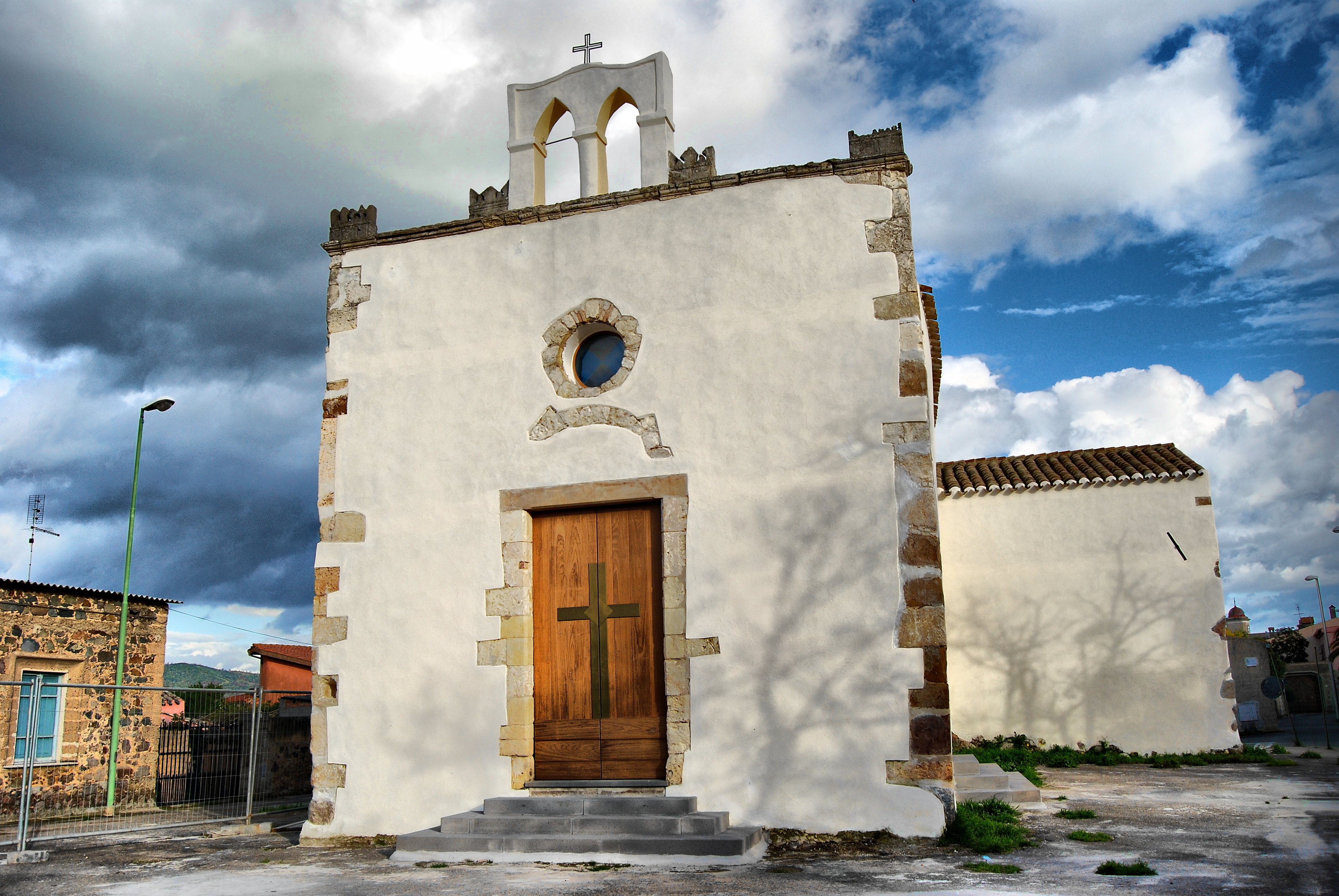
Chiesa di Sant'Anna

A Siliqua sono presenti numerosi luoghi di interesse tra cui alcune domus de janas ed il castello di Acquafredda, monumento principale del paese. Sono presenti inoltre numerose chiese di epoca aragonese distribuite in tutto il territorio e alcune zone di campagna ricche di fauna e flora, tra cui Campanasissa e il monte Arcosu (che dà il nome alla riserva).

### Architetture religiose
- Chiesa di Sant'Anna
- Chiesa di Sant'Antonio da Padova
- Chiesa di San Giorgio Martire
- Chiesa di San Giuseppe Calasanzio
- Chiesa di San Sebastiano

### Architetture militari

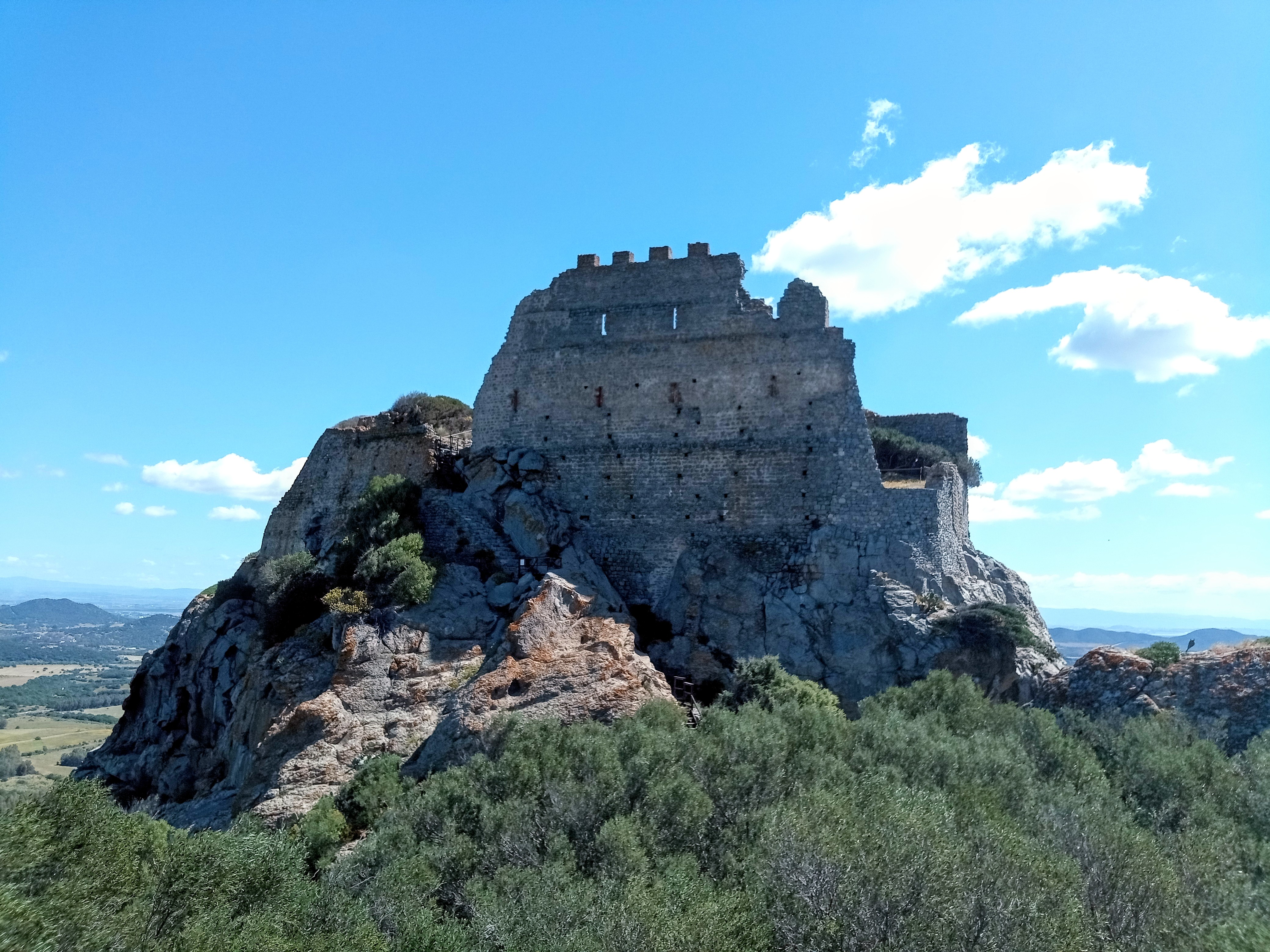
I resti del castello di Acquafredda, situato nei colli a sud del nucleo urbano siliquese

- Il castello d'Acquafredda (Castrum Acquae Frigidae) è un castello risalente al XIII secolo che domina la valle del Cixerri. Collegato a vista ai manieri di Gioiosaguardia (Villamassargia), di Baratuli (Monastir) e di San Michele (Cagliari), deve il suo nome alla sorgente d'acqua che sgorga sulla collina. Costruito, secondo alcune fonti, per volere del Conte Ugolino della Gherardesca, passò poi agli Aragonesi e ad altri feudatari sardi. Nel 1785, venne riscattato da Vittorio Amedeo III di Savoia (successivamente Re di Sardegna).

### Miniere
Nel territorio comunale di Siliqua sono presenti le seguenti miniere dismesse:
- Miniera di Campanasissa.
- Miniera di Ega De Is Frissas o Rocca (ferro).
- Miniera di Su Argedu.

## Società

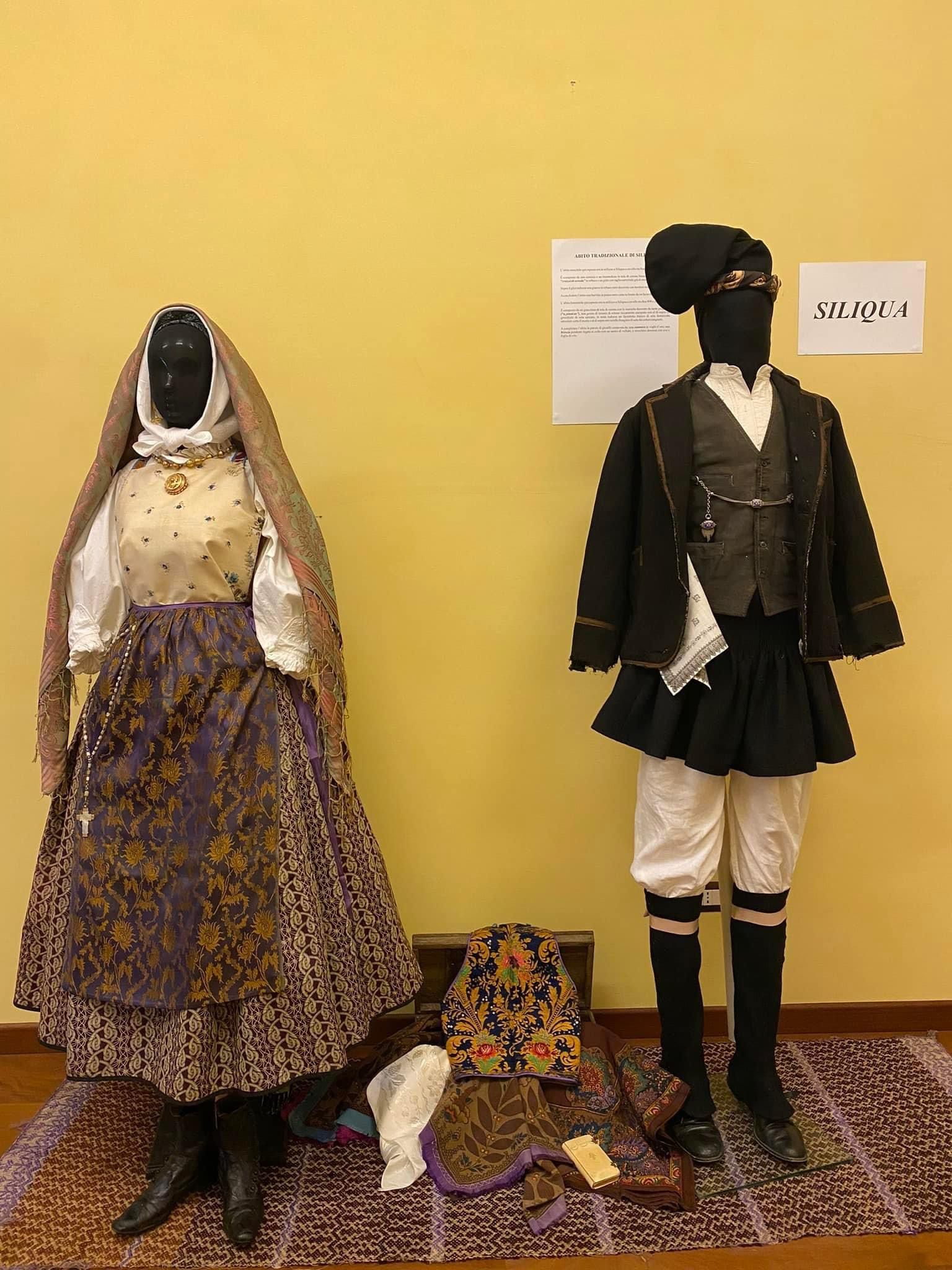
Abiti tradizionali siliquesi

### Evoluzione demografica
Abitanti censiti

### Lingue e dialetti
La variante del sardo parlata a Siliqua è il campidanese occidentale.

## Cultura

### Musica
Il paese gode di un'associazione musicale centenaria: infatti l'origine dell'associazione "Giuseppe Verdi" risale agli anni 1885-1890. Inizialmente l'associazione era solamente una fanfara, la quale nel 1910 divenne una vera e propria banda musicale. Col passare del tempo la banda si arricchì di vari strumenti, tra cui l'ingresso degli strumenti ad ancia negli anni Trenta e con quello del primo flauto negli anni Cinquanta. L'attività della banda si sospese durante le due guerre, dopodiché, con la ripresa, avvenne un deciso sviluppo dell'associazione, la quale accolse anche l'elemento femminile all'interno di essa. Attualmente l'organico consta di una trentina di elementi.

## Geografia antropica

### Quartieri
- Stazione
- Rio Forrus
- Cixerri
- Sa Turri
- San Giuseppe
- Zinnigas
- Mattixedda
- Zona Noba
- Su Sattu

## Infrastrutture e trasporti

### Strade
Siliqua è collegata al resto del territorio principalmente tramite due strade statali: la SS 130 scorre immediatamente a nord dell'abitato, e collega Siliqua con i comuni dell'Iglesiente a ovest e con il Cagliaritano ed il capoluogo regionale a est. Nella parte orientale del nucleo urbano Siliqua è attraversata dalla SS 293, che permette il collegamento del paese con il Sulcis a sud e col Campidano a nord.

### Ferrovie

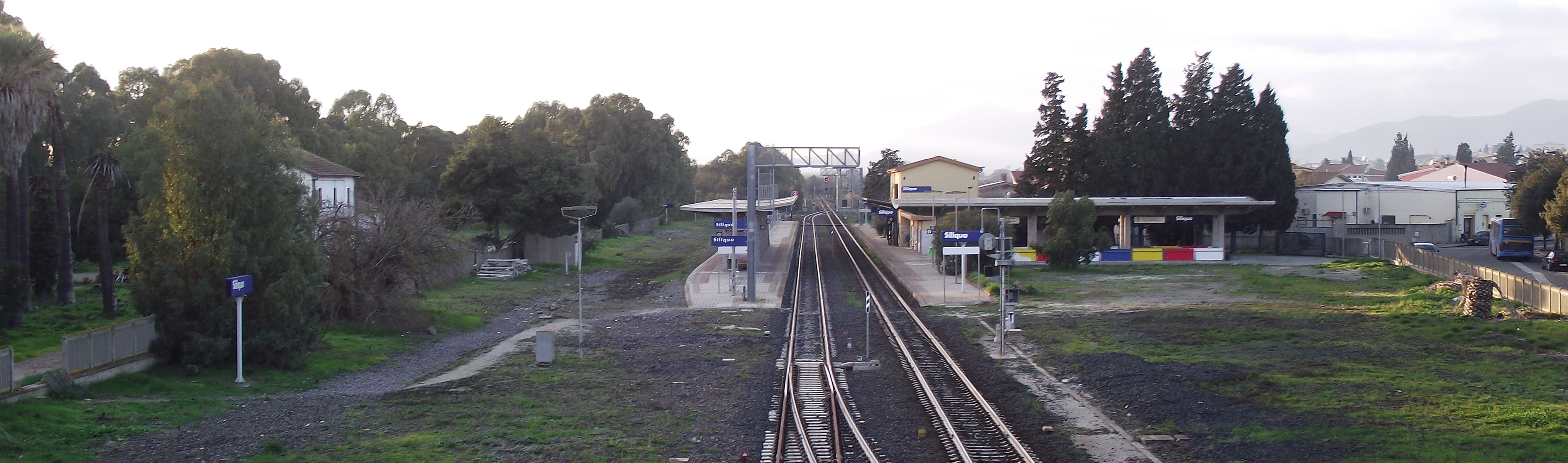
La stazione RFI (gruppo FS) di Siliqua e, sulla sinistra, l'ex stazione FMS

Il comune è dotato dal 1872 di una stazione ferroviaria lungo la linea Decimomannu - Iglesias di RFI, collegata dai convogli Trenitalia con Cagliari ed il suo hinterland ad est e con i centri di Villamassargia, Iglesias e Carbonia a ovest.
Una seconda linea fu attiva nel comune dal 1926 sino al 1968, si tratta della ferrovia Siliqua-San Giovanni Suergiu-Calasetta delle Ferrovie Meridionali Sarde, che dalla locale stazione attraversava il Basso Sulcis terminando nell'isola di Sant'Antioco. Tale collegamento dalla chiusura della ferrovia viene effettuato con autolinee.

### Mobilità urbana
Il servizio di autolinee dell'ARST collega Siliqua con Cagliari, coi comuni limitrofi e con quelli del Sulcis-Iglesiente.

## Sport
Lo stadio di Siliqua è intitolato a Manuel Grassetti, giovane capitano della squadra juniores di calcio del Siliqua Calcio (fondata nel 1928, attuale ASD Siliqua), perito in un incidente stradale. L'attuale denominazione è stata presa nel 2007 su proposta dell'allora sindaco del paese Piergiorgio Lixia.
La locale squadra di calcio milita nella stagione 2020-2021 nel campionato sardo di Seconda Categoria.